# 촨중
촨중(傳衆, 전중, 1893년 4월 30일 ~ 1929년 9월 8일)은 중화민국(中華民國)의 20세기 시대 선승(禪僧)이자 시문학가(詩文學家)이며 서예가(書藝家)이다. 속명은 리진장(李錦章, 이금장)이며 지난날 한때 1913년 시문학가 시절 취안중(全仲, 전중)이라는 필명을 잠시 사용하였다.

## 생애
청나라 쓰촨성 충칭에서 출생하여 지난날 한때 청나라 쓰촨성 청두에서 잠시 유아기를 보낸 적이 있는 그는 1912년 시인(詩人)으로 첫 입문하였으며 1914년 쓰촨 법정학교(四川 法政學校)를 나왔고 1914년 3월부터 1918년 4월까지 중화민국 국민당군 예하 육군 장교 복무하였으며 1918년 4월, 중화민국 국민당군 예하 육군 대위 예편 후 1년이 지난 1919년 청두에서 5·4 운동 소식을 접하였고 결국 5·4 운동이 속세를 떠나게끔 하는 기폭제가 되어 같은 해 1919년 5월 26일을 기하여 불교 승려로 출가하였다. 1921년에 불교 진언종을 학습하고 깨달음하여 국민정부 시대 중화민국 대륙 본토 불교 선승으로 명성을 얻었으며 1922년 서예가(書藝家)로 입문하였고 4년 후 1926년에 중국국민당 북벌 작전을 피하여 국민정부 시대 중화민국 대륙 본토 허베이성 베이핑을 떠나 중화민국 후베이성 우한을 거쳐 중화민국 타이완 성 타이베이로 이주한 그는 타이베이에서 열병을 앓는 중에도 불교 수행 정진에 전념하다가 1929년에 향년 36세로 입적하였다. 생전에 그와 함께 불교 동문수업(佛敎 同門修業)을 한 이로는 타이쉬(太虚) 선사가 있다.